# Punta dels Marquesos
La Punta del Marquesos és la cota més elevada del terme de Cervià de les Garrigues, amb 655 metres d'altitud ofereix molt bones vistes del pla de Lleida i, per l'altre vessant, de la Serra de la Llena en primer terme, el Montsant i les Muntanyes de Prades. Al cim podem trobar-hi un senyal geodèsic (referència 258123017).